# 윤통
윤통(尹統, ?~?)은 조선의 문관이며, 경주 윤씨의 시조이다. 그의 아버지는 명나라에서 관직 생활을 했으며, 윤통 본인도 조선에서 문과에 급제해 태종 때 호조참판(戶曹參判)을 지냈다.